# Le Collet-de-Dèze
Le Collet-de-Dèze este o comună în departamentul Lozère din sudul Franței. În 2009 avea o populație de 676 de locuitori.

## Evoluția populației
| An        | 1975 | 1982 | 1990 | 1999 | 2006 | 2009 |
| --------- | ---- | ---- | ---- | ---- | ---- | ---- |
| Populație | 667  | 537  | 634  | 718  | 711  | 676  |